# Astragalus amphioxys
Astragalus amphioxys là một loài thực vật có hoa trong họ Đậu. Loài này được A.Gray miêu tả khoa học đầu tiên. Loài này được tìm thấy ở vùng tây nam Hoa Kỳ.

## Hình ảnh

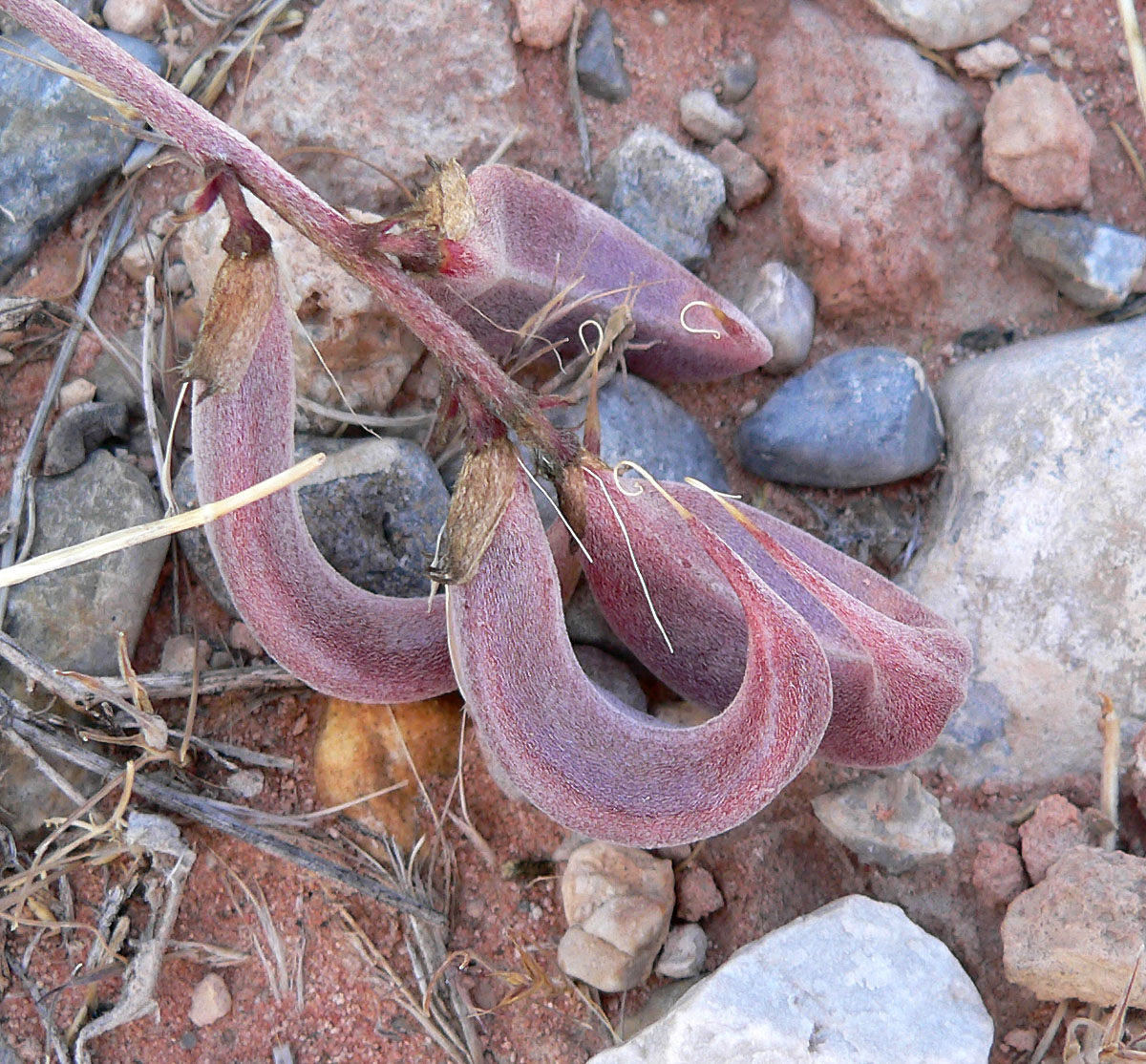
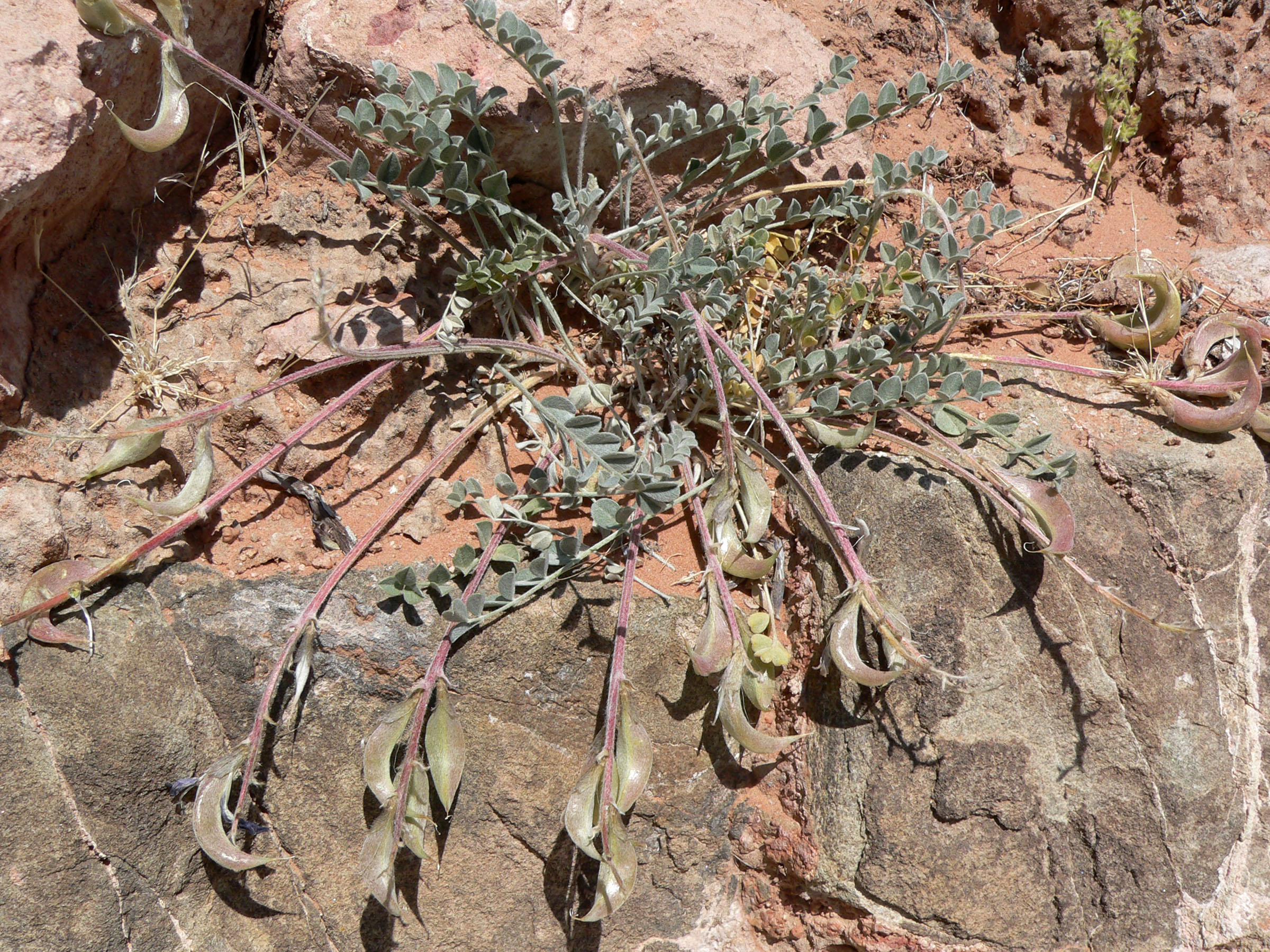
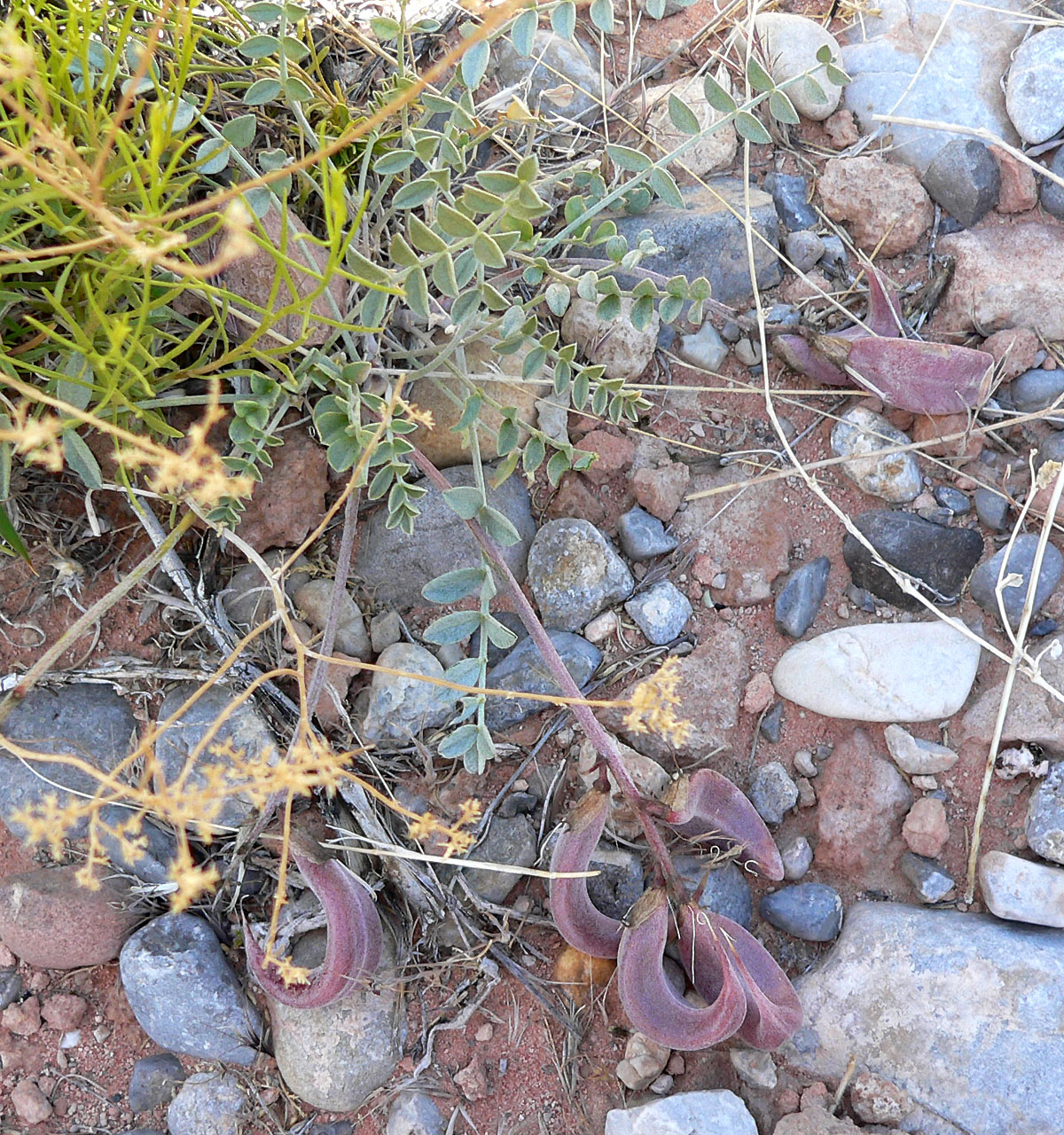
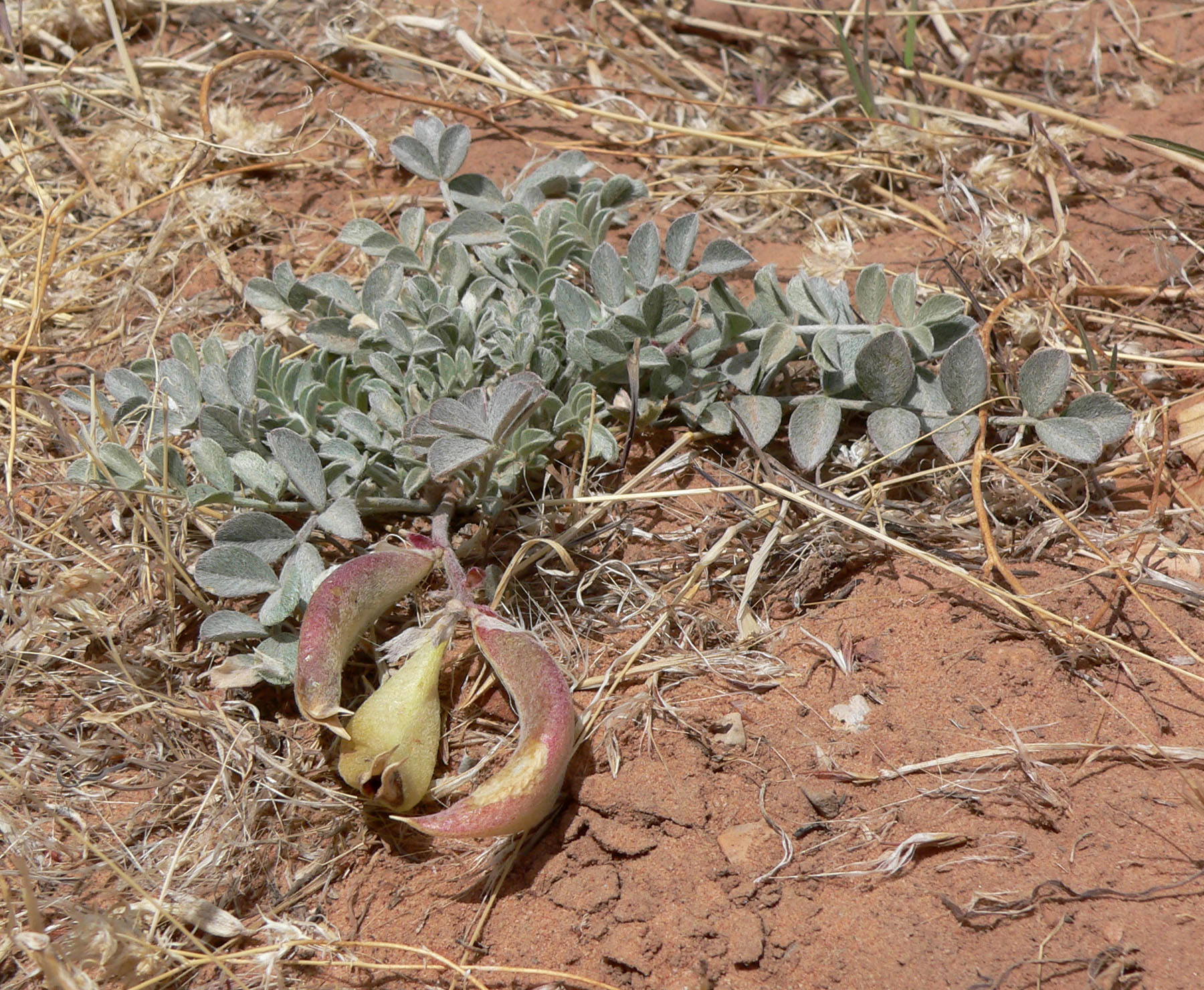